# Вила-Нова-да-Телья
Вила-Нова-да-Телья (порт. Vila Nova da Telha)  —  населённый пункт и район в Португалии,  входит в округ Порту. Является составной частью муниципалитета  Майа. Находится в составе крупной городской агломерации Большой Порту. По старому административному делению входил в провинцию Дору-Литорал. Входит в экономико-статистический  субрегион Большой Порту, который входит в Северный регион. Население составляет 5368 человек на 2001 год. Занимает площадь 6,06 км².
Покровителем района считается Мария Магдалина (порт. Santa Maria/ Nossa Senhora da Expectação).